# Fryderyk za album roku blues
Fryderyk za album roku blues – polska nagroda muzyczna Fryderyk, przyznawana corocznie w latach 2009–2012, 2019–2021 i 2023–2024 w sekcji muzyki rozrywkowej w kategorii album roku blues. Honorowała wykonawców, a w 2019 dodatkowo producentów muzycznych, za album bluesowy. Fryderyki są przyznawane od 1995 przez Związek Producentów Audio-Video (ZPAV) za osiągnięcia w rodzimym przemyśle muzycznym. Od 2000 za wyłanianie nominowanych, a następnie laureatów odpowiedzialna jest powołana przez ZPAV Akademia Fonograficzna.
Kategoria została wprowadzona podczas 15. edycji, Fryderyków 2009. W edycjach 2013 i 2014 nie istniała ze względu na wprowadzenie międzygatunkowej kategorii album roku. W edycjach 2015 do 2018, gdy został przywrócony podział na kategorie gatunkowe, nie powróciła, zaś albumy bluesowe były honorowane w ramach kategorii album roku muzyka korzeni. W edycji 2019 powróciła pod nazwą album roku blues / country i honorowała również albumy country. W edycji 2020 powróciła do poprzedniej nazwy. W edycji 2022 jednorazowo została pominięta, a albumy bluesowe zostały włączone do kategorii album roku muzyka korzeni / blues. W edycji 2025 została wycofana, a albumy bluesowe zaczęły być honorowane wraz z rockowymi w kategorii album roku rock & blues.
Najwięcej nominacji w kategorii (po 3) otrzymali Adam Partyka, Bartosz Niebielecki, Leszek Cichoński, Magda Piskorczyk i Sławomir Wierzcholski. Robert Cichy jako jedyny wygrał w niej 2 razy.

## Laureaci i nominowani
| Rok                        | Nagrodzony album    | Nagrodzeni artyści | Pozostałe nominacje | Źr.              |
| Album roku blues           | Album roku blues    | Album roku blues | Album roku blues | Album roku blues |
| -------------------------- | ------------------- | --- | --- | ---------------- |

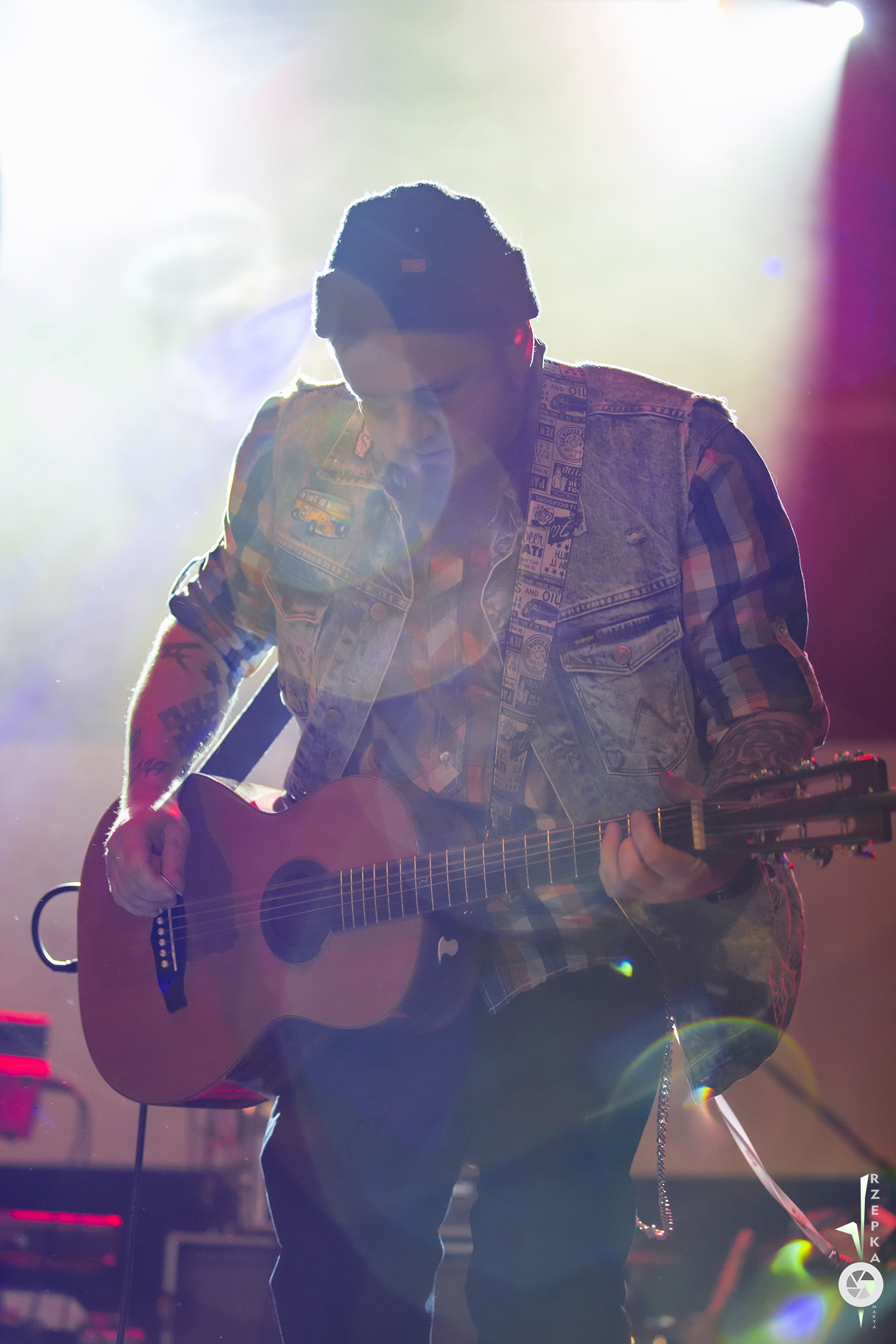
Robert Cichy, rekordowy dwukrotny laureat i dwukrotnie nominowany (w 2019 i 2021)

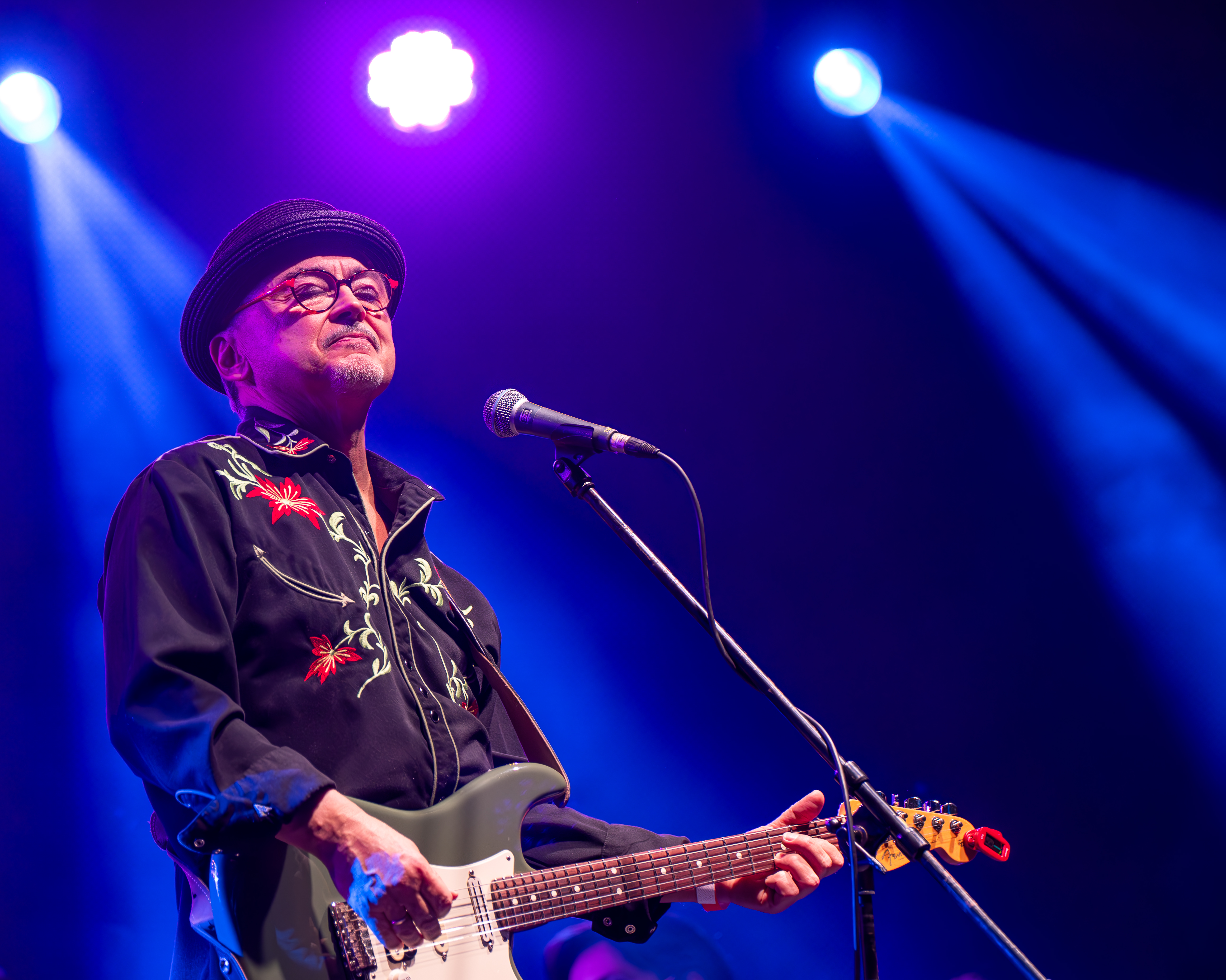
Leszek Cichoński, trzykrotnie nominowany

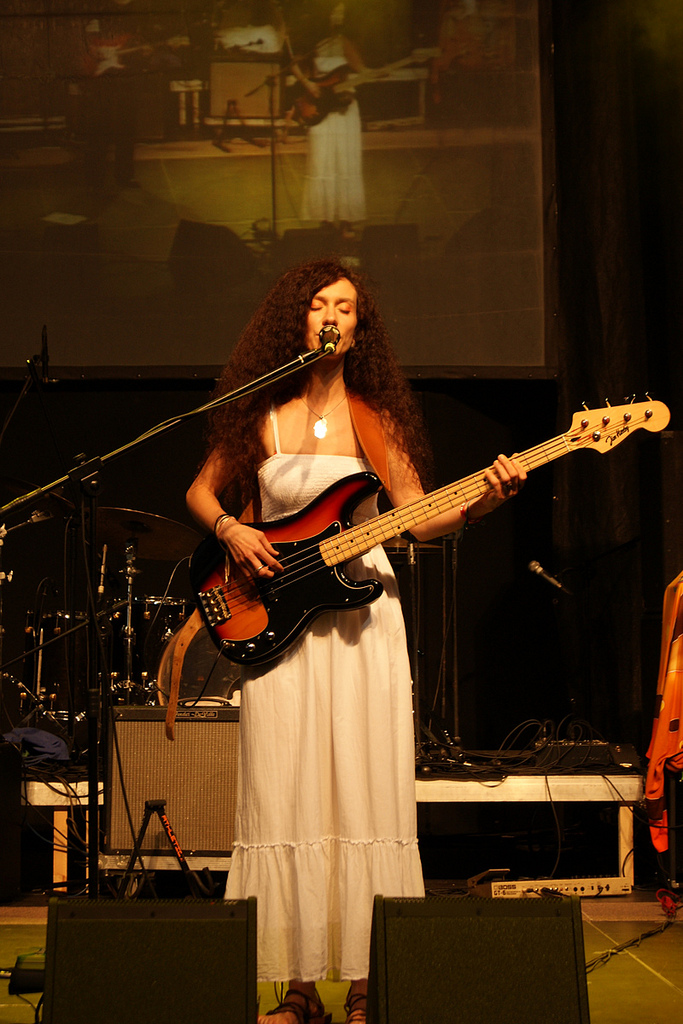
Magda Piskorczyk, trzykrotnie nominowana

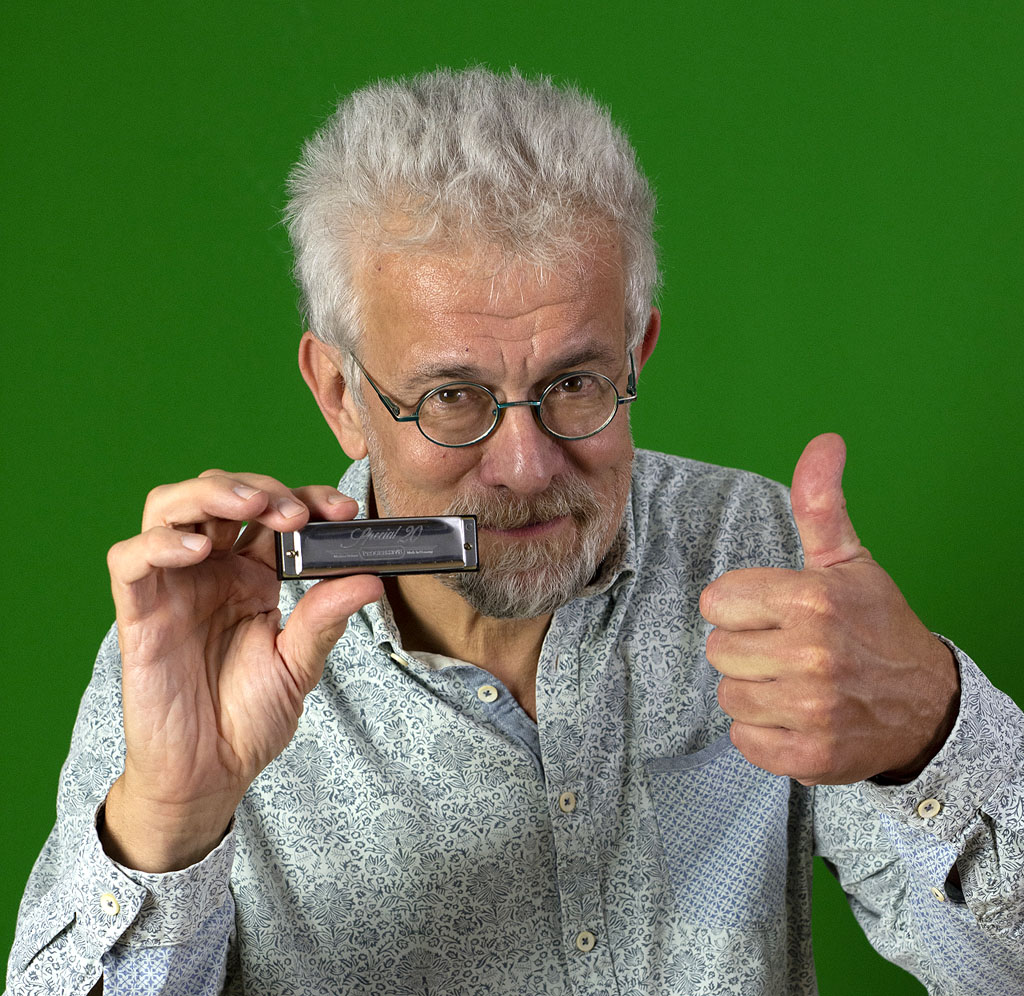
Sławomir Wierzcholski, trzykrotnie nominowany

| 2009                       | Koncertowo          | Kasa Chorych | - Blue Blues 3 – Grzegorz Kapołka Trio - Magda Live – Magda Piskorczyk - Smacznego! – Blues Flowers - Zobacz jak pięknie – After Blues | [ 8 ]            |
| 2010                       | Live in Poland      | Carlos Johnson & Joint Venture (Włodzimierz Krakus, Bartosz Niebielecki, Marek Popów i gość specjalny Wojciech Karolak) | - 30 Years Have Passed – Mietek Blues Band - Blues w Filharmonii – Sławek Wierzcholski - O nic mnie nie pytaj – Obstawa Prezydenta - The Best of Studio & Live – Leszek Cichoński                                                                                                  | [ 9 ]            |
| 2011                       | Dudek Bluesy        | Ireneusz Dudek | - HooDoo Band – HooDoo Band - J.J. Band i przyjaciele grają utwory Tadeusza Nalepy, „Blues” – J.J. Band - Koncert w Suwałkach – Sławomir Wierzcholski i Nocna Zmiana Bluesa - Radio Retro – incarNations                                                                           | [ 10 ]           |
| 2012                       | 4 basy              | Krzak | - Afro Groove – Magda Piskorczyk - Mahalia – Magda Piskorczyk - Sobą gram – Leszek Cichoński - Tribute to Georgie Buck – Limboski | [ 11 ]           |
| Album roku blues / country |                     | | |                  |
| 2019                       | Smack               | Robert Cichy - produkcja: Robert Cichy                                                                                  | - Going Away – Kraków Street Band - produkcja: Kraków Street Band - Life Is Somewhere Else – Daniel Spaleniak - produkcja: Daniel Spaleniak - Pulp – P.Unity - produkcja: Maciej Sondij i Miłosz Oleniecki - Szum – Cheap Tobacco - produkcja: Borys Sawaszkiewicz i Cheap Tobacco | [ 12 ]           |
| Album roku blues           |                     | | |                  |
| 2020                       | Czarny motyl        | Jamal | - Ailatan – Natalia Sikora - Chce się śpiewać – różni wykonawcy - I’m Not Good at Having Fun – Agata Karczewska - The Hand Luggage Studio – Sosnowski | [ 13 ]           |
| 2021                       | Dirty Sun           | Robert Cichy | - Blues z mojej dzielnicy – Z Dzielni Chłopcy - Thanks Jimi Symphonic – Leszek Cichoński and Friends - Tylko się nie denerwuj – Sosnowski - Wolność – Michał Giercuszkiewicz | [ 14 ]           |
| 2023                       | B.L.ues             | Maja Kleszcz | - Brothers & Friends – Maciej Kręc - Czekanie – Kraków Street Band - O samym braku stabilności – Jagoda Kret - Tu i teraz – Śląska Grupa Bluesowa | [ 15 ]           |
| 2024                       | On the Wrong Planet | John Porter i Agata Karczewska                                                                                          | - Full Speed No Brakes – Boogie Boys - Koncert w Rozmarino – Sławomir Wierzcholski i Nocna Zmiana Bluesa | [ 16 ]           |

## Statystyki
| Liczba | Osoba/zespół | Lata       |
| ------ | ------------ | ---------- |
| 2      | Robert Cichy | 2019, 2021 |

| Liczba | Osoba/zespół          | Lata             |
| ------ | --------------------- | ---------------- |
| 3      | Adam Partyka          | 2019 (×2), 2023  |
| 3      | Bartosz Niebielecki   | 2010, 2011 (×2)  |
| 3      | Leszek Cichoński      | 2010, 2012, 2021 |
| 3      | Magda Piskorczyk      | 2009, 2012 (×2)  |
| 3      | Sławomir Wierzcholski | 2010, 2011, 2024 |
| 2      | Agata Karczewska      | 2020, 2024       |
| 2      | Jan Błędowski         | 2011, 2012       |
| 2      | Kraków Street Band    | 2019, 2023       |
| 2      | Maciej Kręc           | 2009, 2023       |
| 2      | Maja Kleszcz          | 2011, 2023       |
| 2      | Nocna Zmiana Bluesa   | 2011, 2024       |
| 2      | Robert Cichy          | 2019, 2021       |
| 2      | Sławomir Sobieski     | 2010, 2021       |
| 2      | Sosnowski             | 2020, 2021       |